# Fall Gross
Der Fall Gross ist ein bekannt gewordener Justizirrtum in der Schweiz. Walter Gross (1923–1989) wurde 1959 aufgrund eines Sachverständigengutachtens wegen Raubmordes verurteilt und 1971 nach 13 Jahren Haft aufgrund neuer Gutachten freigesprochen.

## Tathergang und Verurteilung
Am 24. Mai 1958 wurde der 58-jährige Nichtsesshafte Christian Bätscher schwerverletzt neben einer Bank vor der St.-Niklaus-Kapelle in Baden (Kanton Aargau) gefunden. Das Opfer starb am Mittag desselben Tages bei einer Notoperation, ohne das Bewusstsein wiedererlangt zu haben. Die Polizei fahndete nach einem Mann in rötlicher Jacke, der zuletzt mit Bätscher zusammen gesehen worden war. Als dieser Mann wurde am Pfingstmontag Walter Gross, ein Bekannter des Verstorbenen, verhaftet. Seit dem 26. Mai 1958 war Gross in Haft. „Ermittlung, Untersuchung und Strafverfolgung waren 1958 im Aargau … personell unterbesetzt und ausserdem untereinander in verworrene Kompetenzverhältnisse verstrickt“.
Der Zürcher Kriminologe Max Frei-Sulzer erstellte ein Gutachten, in welchem er befand, dass anhand der Spurenanalysen eindeutig bewiesen wurde, „dass es sich bei den zwei aufgefundenen Brettstücken wirklich um das Tatinstrument handelt, … dass die Tatwaffe mit der Kleidung des Verdächtigen Gross in Berührung gekommen ist“ und „dass Walter Gross den Mord an Bätscher begangen hat“, zumal da die Schuhe von Gross Blutspuren aufwiesen. Zudem kam der Psychiater Bressler 1959 zum Befund „verwahrungsreifer Psychopathie“.
In einem Geschworenengerichtsprozess wurde Gross am 21. September 1959 wegen Raubmordes zu einer Lebenslangen Freiheitsstrafe verurteilt. Der Schuldspruch basierte vorwiegend auf dem Gutachten von Frei-Sulzer und einigen Indizien; „Gross hatte die Tat immer bestritten, Zeugen gab es keine“.

## Freispruch
Nachdem Gross bereits zehn Jahre in Haft gesessen hatte, wurde Frei-Sulzers Expertise durch den Direktor des Gerichtsmedizinischen Institutes der Universität Bern Eugen Läuppi und durch Hilmar Driesen vom Bundeskriminalamt Wiesbaden widerlegt. In der Illustrierten Sie und Er erschien dazu eine Reportage, die dank eines Herrn Dr. Burren einen Brief von Walter Gross „publizierte, worauf sich ein Fräulein Elisabeth Meier seiner intensiv annahm und die Revision als Verlobte mitfinanzierte“. Der Tod des involvierten Zürcher Gerichtsmediziners Ernst Hardmeier verzögerte wahrscheinlich die Revision. 1971 wurde Gross schliesslich in einem Revisionsverfahren, nach mehr als zwölf Jahren Haft, aufgrund wissenschaftlicher Gutachten freigesprochen.

„Das Publikum im überfüllten Rathaussaal [zu Wettingen] applaudierte. Der Freigesprochene erhält 130 000 Franken Entschädigung und Genugtuung. Verteidiger Dr. Alphons Sinniger werden seine Bemühungen mit 7360,60 Franken honoriert; eine Erinnerung daran, wie ernst es der Gesellschaft weiterhin um Helfer bei der Rettung ihrer unschuldigen Opfer zu tun ist.“